# Tempelhof (Mülbach)
Tempelhof ist ein Weiler der Ortsgemeinde Mülbach im Eifelkreis Bitburg-Prüm in Rheinland-Pfalz.

## Geographische Lage
Tempelhof liegt etwa 1,5 km südwestlich der Ortsgemeinde Mülbach am Südhang einer Hochebene. Der Weiler ist vor allem durch umfangreiche landwirtschaftlichen Nutzflächen geprägt. Durch das sich anschließende Tal fließt der Hiseler-Bach in Richtung Mülbach.

## Geschichte

### Namensherkunft
Die Bezeichnung „Tempelhof“ geht auf die Besiedelung des Areals durch die Tempelherren eines Mönchordens im 12. Jahrhundert zurück. Das Symbol des Tempels wurde daher auch in das Wappen der Ortsgemeinde Mülbach integriert. Ferner existiert im Volksmund die Bezeichnung „Hessenhof“. Diese geht auf eines der Gebäude zurück, welches im Jahre 1850 errichtet wurde. Man verwendete einen Schlussstein mit dieser Jahreszahl über dem Eingangsportal. Dieser Stein stammte aus dem Hessenhaus in Baustert. Seitdem ist auch dieser Name zur Bezeichnung des Wohnplatzes geläufig.

### Besiedelung und Funde
Die erste Besiedelung des Areals geht in die Zeit der Römer zurück.  In den 1960er-Jahren wurde rotgeflammte Speicherer Keramik entdeckt, die sich den Römern zuordnen lässt. Im Jahre 1964 fand man zudem bei Bauarbeiten zahlreiche römische Münzen, darunter auch einige mit dem Bildnis des Kaisers Hadrian sowie einen Kalkofen. Die hohe Zahl an Funden lässt auf ein römisches Heiligtum schließen.

## Wappen von Mülbach
| Wappen von Tempelhof |
| Wappenbegründung: Der blaue Wellenbalken, symbolisierend den Mühlenbach, teilt das Wappen in einen roten Tempel auf gelbem Grund, der für die Anwesenheit der Tempelritter steht und die Farben der Grafschaft Manderscheid trägt sowie in ein blaues Mühlrad auf silbernem Grund, symbolisierend die Mühlen mit den luxemburgischen Landesfarben. Das Wappen der heute übergeordneten Gemeinde Mülbach wurde in Anlehnung an den Weiler Tempelhof entworfen und stellt diesen ebenfalls symbolisch dar. |

## Geologische Besonderheit
Um das Jahr 1940 kam es unweit der Gemarkung zu einem Einbruch des Oberflächenniveaus. Dies wiederholte sich um das Jahr 2000. Die Erde brach um etwa 1,5 m ein. Aufgrund dieser Vorfälle ging man von der Existenz eines Tunnelsystems nach Altbettingen (Bettingen) aus. Dieses diente womöglich den Tempelherren im 12. Jahrhundert als Fluchtweg von der Burg Bettingen hierher. Neuere Forschungen haben jedoch ergeben, dass es aufgrund des Muschelkalkgesteins zu den genannten Absenkungen im Gelände kam. Statt des Tunnels handelt es sich somit um natürliche Hohlräume im Gestein.

## Wirtschaft und Infrastruktur

### Unternehmen
Auf dem Tempelhof ist ein Unternehmen für Beton- und Abbrucharbeiten ansässig.

### Verkehr
Tempelhof liegt etwa 500 m nördlich der Bundesstraße 50 und 1,5 km südwestlich der K 65 bei Mülbach.